# Râul Sihla, Agapia
Râul Sihla este un curs de apă, fiind unul din cele două brațe care formează râul Agapia .

## Hărți
- Parcul Vânători-Neamț